# Frederiks Allé
 Ikke at forveksle med Frederiksgade (Aarhus) og Frederiksgade (København).
Frederiks Allé er en gade i Aarhus, der strækker sig fra Rådhuspladsen og til Frederiksbjerg Torv, forbundet af Frederiks Bro. Gaden er en del af den gamle hovedvej imellem Aarhus og Skanderborg (Sekundærrute 170), hvorfra sydfra kommende trafik ankommer til byen. Gaden er tosporet, adskilt af fartnedsættende helleanlæg og med flere busbaner og lyskryds til fordel for busser.
Der er meget byliv i gaden med masser af butikker, banker, grillbarer og caféer samt to supermarkeder. Ved udmundingen af Ole Rømers Gade ligger et mindre unavngivent torv med bl.a. en 7-Eleven-kiosk.

## Historie
Frederiks Allé blev navngivet i 1872, opkaldt efter Kong Frederik den Sjette. Efter at Frederiksbjerg var blevet indlemmet i Aarhus Kommune, blev gaden udbygget i 1874 og derefter fulgte opførelsen af en lang række beboelsesejendomme. Gadens bebyggelse bestod i første omgang hovedsageligt af 2½- til 3½-etagers ejendomme, men kort efter århundredskiftet blev den suppleret med en meget mere sammenhængende 4½-etagers karrébebyggelse.